# 鈴木宗男事件

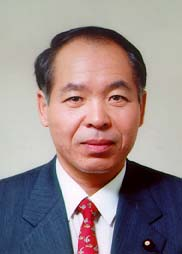
鈴木宗男議員（1997年）

鈴木宗男事件（すずきむねおじけん）とは、鈴木宗男衆議院議員（当時）を巡る汚職事件。鈴木自身は、国策捜査であり、冤罪であると主張している。

## 事件概要
2002年1月、田中真紀子外務大臣への野上義二外務事務次官からの報告として、アフガン会議においてNGO代表が参加拒否された問題に自由民主党の鈴木宗男衆議院議院運営委員長が関与した疑惑が浮上した。鈴木はこの疑惑を全否定をし、鈴木と田中の争いに発展。田中外相、野上次官は小泉純一郎内閣総理大臣の裁定で更迭され、鈴木は衆議院議院運営委員長を辞任して自民党を離党した。
しかし、その後も様々な疑惑が浮上したことで、鈴木は国会で2月に参考人招致され、3月に証人喚問をされた。6月19日に斡旋収賄罪の逮捕状が出されて衆議院で逮捕許諾請求が可決されて逮捕され、6月21日には衆議院で鈴木宗男への議員辞職勧告決議が議事録上では全会一致で可決された（鈴木は議員辞職を拒否）。その後、鈴木は受託収賄罪や政治資金規正法違反も容疑となり、9月には証人喚問において3件の偽証をしたとして告発され、議院証言法でも訴追された。
この事件は北方領土問題に絡む事件が注目されたが、その際にバルト3国を除く独立国家共同体（CIS）加盟12ヶ国を支援することを目的とした国際機関の「支援委員会」が舞台となった。「支援委員会」は1993年1月に作られた国際機関であったが、「支援委員会」に資金を供与するのが日本政府一国のみで日本以外の国の代表は空席状態であったため、日本政府一国が決定した事業を支援委員会が執行するという変則的な国際機関であった。「支援委員会」は2003年に廃止となった。
一連の事件で7件12人が起訴され、全員の有罪が確定したほか、刑事責任が問われなかったロシア・スクールの幹部東郷和彦大使及び森敏光大使も退官した。

## 被告
| 業界   | 人物                     | 肩書き                     | ムネオハウス事件 | 国後島発電施設事件 | やまりん事件 | 島田建設事件 | イスラエル学会事件 | 政治資金規正法違反事件 | モザンビーク事件 | 判決                    |
| ------ | ------------------------ | -------------------------- | ---------------- | ------------------ | ------------ | ------------ | ------------------ | ---------------------- | ---------------- | ----------------------- |
| 政界   | 鈴木宗男                 | 衆議院議員                 |                  |                    | ○            | ○            |                    | ○                      | ○                | 懲役2年 追徴金1100万円  |
| 政界   | 多田淳                   | 衆議院議員政策秘書         |                  |                    | ○            | ○            |                    | ○                      |                  | 懲役2年執行猶予4年      |
| 政界   | 宮野明                   | 衆議院議員第一秘書         | ○                |                    |              |              |                    | ○                      |                  | 懲役1年4ヶ月執行猶予3年 |
| 外務省 | 佐藤優                   | 国際情報局主任分析官       |                  | ○                  |              |              | ○                  |                        |                  | 懲役2年6ヶ月執行猶予4年 |
| 外務省 | 前島陽                   | 欧亜局ロシア支援室課長補佐 |                  | ○                  |              |              | ○                  |                        |                  | 懲役1年6ヶ月執行猶予3年 |
| 民間   | 三井物産営業部長         | 三井物産営業部長           |                  | ○                  |              |              |                    |                        |                  | 懲役1年執行猶予3年      |
| 民間   | 三井物産社員             | 三井物産社員               |                  | ○                  |              |              |                    |                        |                  | 懲役1年執行猶予3年      |
| 民間   | 渡辺建設工業社長         | 渡辺建設工業社長           | ○                |                    |              |              |                    |                        |                  | 懲役1年執行猶予3年      |
| 民間   | 犬飼工務店社長           | 犬飼工務店社長             | ○                |                    |              |              |                    |                        |                  | 懲役1年執行猶予3年      |
| 民間   | エンジニアリング会社社員 | エンジニアリング会社社員   | ○                |                    |              |              |                    |                        |                  | 懲役1年執行猶予3年      |
| 民間   | エンジニアリング会社社員 | エンジニアリング会社社員   | ○                |                    |              |              |                    |                        |                  | 懲役1年執行猶予3年      |
| 民間   | コンサルタント会社社員   | コンサルタント会社社員     | ○                |                    |              |              |                    |                        |                  | 懲役1年執行猶予3年      |

## 一連の事件

### ムネオハウス事件
国後島の日本人とロシア人の友好の家（通称ムネオハウス）の工事に関わる入札を意図的に地元建設業者5人と鈴木宗男の秘書が共謀して随意契約にさせた事件。
1999年、発注者が入札を公告する少し前に釧路市内の鈴木事務所に鈴木宗男の秘書と業者が集まり入札情報が漏洩、7月7日の入札情報を利用し他の業者が入札に参加するのを断念させた上で、渡辺建設工業ら共同企業体を組み単独で応札。予定価格を上回る金額を三回提示して入札を不調に終わらせ、施工条件を緩和した随意契約で受注した。
日本共産党衆議院議員である佐々木憲昭が、2002年2月13日の衆議院予算委員会で追及し、その際に「ムネオハウス」と発言して国会内の議員が爆笑したりして話題となり、この問題が広く知れ渡るようになった。
これらのことで、鈴木宗男の秘書1人と地元建設業者5人が偽計業務妨害罪として立件された。鈴木宗男は検察の本格的捜査が始まる前の証人喚問で「秘書から、『（地元建設業者らとの連絡で）日程をセットして事務所で会った』と聞いた」旨の証言をしたが、後の裁判では前述の証言について一切言及しないまま秘書は「釧路市の事務所で入札価格を漏洩したとされる日は療養中だった」とアリバイを主張し、鈴木宗男も書籍等で同様の主張をした。裁判では検察側の「事務所に集まった支援企業関係者らの供述から犯行当時は釧路市の事務所にいた」主張が裁判で認定され、5人全員の有罪が確定した。
なお、鈴木宗男自身はこの事件では立件されなかったが、野党からは「国後島緊急避難所兼宿泊施設建設工事受注について、公設、私設を問わず、秘書がかかわっていた可能性はない」とする鈴木宗男の証言について、「国会議員とその秘書は政治的・道義的には一身一体であるが、法的には別人格」とした。
また、野党からは鈴木宗男が内閣官房副長官在任中の1999年5月27日に外務省欧亜局関係者と面談して、工事の入札参加資格を「根室管内」に本社があるBランクの企業に限定するよう強く要求し、該当する企業を渡辺建設工業一社のみにしたことが問題視された。国会で証人喚問された際に「国後島緊急避難所兼宿泊施設建設工事受注について自分の秘書は関わっていない」「友好の家の工事受注入札要件に該当する会社が渡辺建設工業だという認識はない」とする証言について、共産党などの野党によって偽証として議院証言法で起訴すべきとする議題が予算委員会に上ったことがある。鈴木は「支援事業は根室の業者を優先すべきだ」と言ったのは事実であるが、それは外務省が北方四島住民支援事業の趣旨から北方四島の元島民が多く、北方領土返還運動の原点である根室管内を優先するという根室市との取決を無視し、「約束したことは守らなければならん、二枚舌はいかん」と注文をつけただけであると主張している(鈴木宗男 2009)。
日本共産党参議院議員（当時）の筆坂秀世は2回目の国会追及をする際に「共産党に国会で質問してもらいたい事柄に関する外務省の秘密書類が、質問当日の朝、議員会館に届けられた」と証言している。事実、佐々木代議士は、「国後島緊急避難所兼宿泊施設（メモ）」という外務省の秘密内部文書を質問に使用した。さらにこの点については、鈴木本人や共に逮捕された佐藤優（元・外務省国際情報局分析第一課主任分析官　現在は作家として活動）も、共著の中で筆坂をゲストという形で招いて対談し、米国との同盟関係を強めていた小泉政権の下で、ロシアとの独自のパイプを持って外交にイニシアティブを発揮していた鈴木を失脚させたい外務省が、鈴木の利権問題をとらえて、日本共産党の質問に乗った疑惑があることに言及し、これを非難している。

### 国後島ディーゼル発電施設事件
この事件は、北方領土支援にからむ偽計業務妨害である。これは2000年3月に行われた国後島におけるディーゼル発電機供用事業の入札で、鈴木の意向によって、三井物産が落札するように違法な便宜を図ったり支援委員会の業務を妨害した容疑の事件である。また、1999年8月までにコンサルタント会社と東京電力がそれぞれ「新規設置は不要で、既存ディーゼル発電施設を改修すべき」との報告を外務省に提出したが、鈴木宗男が1999年10月にゼーマ「南クリル」地区長との会談を終えた後に外務省に要求して新設を決定するなど、不透明な経緯が指摘された。また、三井物産から自民党の政治資金団体「国民政治協会」に対して献金が行われており、鈴木宗男への賄賂が疑われた。
この事件で外務官僚2人と三井物産社員2人が立件され有罪が確定した。
この疑いに対し佐藤優は、前記の著作で経緯を詳細に説明しており、特に、北方領土の事情に通じた三井物産の選定は妥当であり、鈴木の「三井に受注されればいい」との発言を三井側に伝えただけだ、と主張している。

### やまりん事件
1998年、製材会社やまりんは国有林無断伐採事件を起こした。林野庁は6月25日、国有林の公売などの入札参加資格を7カ月間停止する処分をした。行政処分後、やまりんの関連会社2社が樹木の公売7件を落札していたことが明らかになる。関連会社は処分の対象ではないが、林野庁は「道義的に問題がある」として、契約を辞退するよう説得する。2社ともこれを受け入れて辞退した。
やまりんの社長や関連会社の役員らは8月4日、内閣官房副長官だった鈴木宗男を訪ね、行政処分で受けた不利益を補うよう取り計らってほしいと依頼。鈴木は見返りとして500万円を受け取り、旧知の林野庁幹部に数回にわたり関連会社の落札開始の働きかけ及び随意契約による利益確保を働きかけていたとされる。この事件で鈴木宗男と政策秘書が起訴された。
鈴木は、初当選時にお祝いの政治資金として400万円を正規の形で受け取ったのみである上、やまりんの不祥事の際に全て返還しており、残る100万円も検察側のでっち上げであると主張している。林野庁への働きかけは林野庁OBの松岡利勝による物であり、また、鈴木宗男に関する林野庁関係者とやまりん関係者の証言には不自然さがあると主張した。
判決は「林野庁関係者とやまりん関係者の証言には不自然さはない。口利きについて松岡利勝が全く関与していないのは事実ではないが、鈴木宗男が主体的に動いたのは間違いない。松岡利勝より政治家としてのキャリアで政治的優位があり地盤は北海道である鈴木宗男が関与したことが不自然とはいえない。」として鈴木宗男の主張を退けた。
また、鈴木宗男は法廷で証人として自分に不利な証言をした林野庁次長（当時）について「夏季休暇中に被告とアポイントを取った証言は虚偽である」と主張したが、検察側は夏季休暇取得奨励の為に役職者が率先して夏季休暇取得したもので実際には仕事があれば出勤していたことや証人が当該日に出勤していたとする証拠を提示し、裁判所は林野庁次長の証言を採用し鈴木宗男の反論は退けた。鈴木宗男は元林野庁次長に対して偽証罪告発したが検察は不起訴とし、検察審査会に不服申し立てたが不起訴相当を議決した。2010年10月に鈴木は一二審で虚偽の証言をされて有罪になったとして元林野庁次長に対して3300万円の損害賠償を求める訴訟を東京地裁に起こしたが、2014年に敗訴が確定した。

### 島田建設事件
1997年から1998年、北海道開発局発注工事であった網走港の防波堤工事や紋別港の浚渫工事など、島田建設が当時北海道開発庁長官であった鈴木に受注の便宜を頼んだ見返りにあわせて600万円を渡した受託収賄事件で、鈴木宗男と政策秘書が立件された。
また、鈴木は2002年の証人喚問において島田建設からの資金提供が政治資金規正法に違反していない旨と秘書給与肩代わりに関知していない旨の証言をしたが、800万円の闇献金と秘書給与肩代わりがあったのに否定した証言は偽証として議院証言法違反で告発、起訴された。
鈴木は工事の受注は指名競争入札で決まり、島田建設が落札したのであり、一切便宜は図っていないと主張している(鈴木宗男 2009)。裁判では職務権限については北海道開発庁長官には開発局への指揮監督権限は認められないが、開発局職員の服務に対する統督権限を背景に予算の実施計画作成事務を統括する職務権限が認定された。
また、証人喚問当日の朝に元私設秘書に電話をかけて秘書時代の給与を島田建設が1986年から1990年まで5年間支払っていたことを確認・認識していたにも関わらず、秘書給与肩代わりを否定した鈴木の証言について、鈴木は「（証人喚問当日の朝の毎日新聞の見出しにあった）18年間も肩代わりしていた」との趣旨の尋問と理解していたことによる証言のため偽証ではないと主張したが、原口一博衆議院議員からの尋問に18年間との文言はなく秘書給与肩代わりの有無をただしたことは明白であるとして偽証を認定した。
鈴木は裁判で虚偽の証言をされて有罪になったとして元北海道開発局港湾部長に対して損害賠償を求める訴訟を東京地裁に起こしたが、2014年に敗訴が確定した。

### イスラエル学会事件
イスラエル関連の学会をめぐる外務省の事件。ロシア外交を展開していた鈴木宗男はイスラエルの学会はロシアと非常に繋がりの深かったことを日本の対ロシア外交で重要視し、そのためイスラエル関連の学会を巡って、外務省の決裁を経て、外務省関連の国際機関の「支援委員会」から支出が行われていた。
- 2000年1月にガブリエル・ゴロデツキー（テルアビブ大学教授）夫妻をイスラエルから日本に招待した時
- 2000年4月にテルアビブ大学主催国際学会「東と西の間のロシア」に7名の民間の学者と外務省から6人のメンバーを派遣した時

これらの支出は支援委員会設置協定に違反した目的外の支出に当たると認識しながら、この2回の費用の支出を外務省条約局が決裁して「支援委員会」から計3300万円を引き出して支払った疑惑が浮上し、国際情報局分析第一課主任分析官だった佐藤優と元ロシア支援室課長補佐が背任罪で起訴された。
- 2000年1月の招聘についての幹部決済者は小寺次郎欧亜局ロシア課長、倉井高志（ウクライナ語版）欧亜局ロシア課ロシア支援室長、宇山秀樹欧亜局ロシア課ロシア支援室首席事務官、谷内正太郎条約局長、小松一郎条約局審議官、杉山晋輔条約局条約課長であった[10]。

- 2000年4月の派遣についての幹部決済者は川島裕外務事務次官、加藤良三外務審議官、卜部敏直大臣官房会計課長、東郷和彦欧亜局長、小寺次郎欧亜局ロシア課長、倉井高志欧亜局ロシア課ロシア支援室長、星山隆欧亜局ロシア課ロシア交流室長、宇山秀樹欧亜局ロシア課ロシア支援室首席事務官、香川剛廣中近東アフリカ局中近東第一課長であった[10]。

佐藤は外務省幹部であった東郷和彦や野上義二の言葉から「支援委員会から支払をすることは通常手続きである外務事務次官決裁を受けており正当なものだった」との主張をし、高裁では東郷が法廷に出廷して支援委員会の支出が正当であると証言したが、佐藤ら2人の外務省官僚の有罪が確定した。判決理由では「情報収集に多少なりとも役立てば支出できるというような野放図な支出は許されない。決裁を経ていても違法でないとはいえない」「鈴木宗男に配慮する傾向があったことに乗じて、不正に予算を支出させた」と認定された。一方で「決裁に関与した外務省幹部職員の一部も、支出について協定解釈上の問題があったのに容認した。鈴木元議員の影響が及んでいたこともうかがわれ、被告の責任のみに帰すことはできない」と被告に有利な情状も認定した。

### 政治資金規正法違反事件
鈴木宗男の資金管理団体「21世紀政策研究会」における政治資金収支報告書が虚偽であり、政治資金規正法違反していた事件。
鈴木宗男の政治資金について以下のことが発覚した。
- 東京都南青山の鈴木宗男宅の費用約1億5000万円の内、約4分の1である3600万円が鈴木宗男の資金管理団体「21世紀政策研究会」の政治資金から自宅購入費に流用していた事件
- 資金管理団体「21世紀政策研究会」の1998年分を政治収支報告書が鈴木宗男が幹事長を務める派閥横断の政治団体「構造改革研究会」から1億円の寄付収入を除外して1億円を裏金にした事件

この事件によって、鈴木宗男と秘書2人が起訴された。弁護側は起訴猶予処分となった女性秘書のミスと主張し、自宅購入費流用については鈴木が立替えていたお金を返して貰っただけだとして、無罪を主張した。裁判では秘書1人が一部無罪になったのを除き、3人とも有罪が確定した。

### モザンビーク共和国洪水災害国際緊急援助隊派遣介入事件
2000年3月にモザンビーク共和国で発生した洪水災害に関する国際緊急援助隊の派遣について、外務省職員が職務権限はないが、アフリカ外交に大きな影響力を持ち外務省にとっても予算獲得等で大きな存在だった鈴木宗男に了承を得ようと派遣前日に報告した際、鈴木は「自分がアフリカ外交に熱意を持っているのに、前日の報告とは何事だ! 俺は聞いてない!」と怒鳴られて了承が得られず、国際緊急援助隊の派遣に影響を与えた。鈴木議員のこの言葉によって実質1週間の遅れを来たし、その間にモザンビークの被災者が7人亡くなった。
この問題において、鈴木が証人喚問において「モザンビーク共和国への国際緊急援助隊の派遣や洪水災害について、私が反対するだとか、私がどうのこうの言うということは考えられない」と証言したことが偽証として、議院証言法違反で起訴された。鈴木宗男自身が起訴された事件の中では唯一の外務省絡みの案件であった。
検察は派遣予定だった医師、JICA職員、外務省アフリカ第2課長、外務省国際緊急援助室長（いずれも当時の肩書き）の証言から、鈴木が国際緊急援助隊派遣に中止要請をした事実を提示した。また、鈴木を擁護している元外交官の佐藤優は「永田町言語での『俺は聞いていない』は日常言語での『俺に事前に相談していないので、絶対に認めない』という意味である」としている。鈴木は裁判で国際緊急援助隊の派遣は外務大臣に法的権限があるが自分は職務権限がないため関与しておらず、また、一般的な政治信条としてモザンビークを支援していると証言しただけと、無罪を主張した。裁判所は「私が反対するだとかどうのこうの言うということは考えられない」と証言したのは、派遣に反対したことを否定した趣旨であることは明らかであり、偽証であるとして有罪とした。

### その他の事件
刑事訴訟とはならなかったが、鈴木宗男に絡んで以下の問題が注目された。
NGO参加拒否問題
政府主催のアフガニスタン復興支援会議への出席をピースウィンズ・ジャパンなど2団体が拒否された事件。
この問題に対してピースウィンズ・ジャパンの統括責任者である大西健丞は外務省幹部から「鈴木宗男の意向でNGOの会議への出席が拒否された」ことが電話で話されたこと、電話番号を知らせていない鈴木宗男からいきなり電話があり、「（自民党にネガティブな外務省絡みの報道に関して）お前はマスコミにちゃんとレクチャーしたのか」と怒鳴られたことを明かした。
この問題がきっかけで、鈴木宗男と外務省の関係が注目されるきっかけとなった。
警察庁によるロシアスパイの視察作業への介入
2000年2月末頃、警視庁公安部外事第一課が視察対象にしていたSVR（ロシア対外情報庁）東京駐在部長だった在日本ロシア大使館参事官のボリス・スミルノフについて、視察をやめるように警察庁警備局長に働きかけていた事件。
警視庁公安部外事第一課の第四係はスミルノフに対して連日、強行追尾を含めた視察作業を行っていた。スミルノフは当時親交のあった佐藤優に相談。佐藤優を介して鈴木宗男から警察庁警備局長に圧力が掛かり、視察作業は中止させられたといわれる。証人喚問でこのことを聞かれた際に上田清司に質問された時には「覚えておりません」と証言し、その後に原口一博に同じ質問された時には「そういったことはなかったというふうに考えております」と証言した。
モンゴルODA問題
モンゴル国への施設供与は、1998年から2001年にかけ4次にわたって実施された。
問題となっているのは第4次事業であり、当時自民党総務局長でありモンゴル国に影響力が強かった鈴木宗男の強い意向で、第4次供与が実現した。
ディーゼル発電施設工事は三井物産が受注したが、この過程で国後島のディーゼル発電所で偽計業務妨害で逮捕された三井物産幹部が2000年から2001年にかけてモンゴル国政府高官への贈賄工作疑惑が浮上した。
検察は外国公務員への贈賄罪を規定した不正競争防止法違反容疑で三井物産幹部を捜査していたが、モンゴル国政府高官への利益供与の金額が少額であることや、資金提供の趣旨から「営業上の不正の利益を得るため」の要件の立証が困難として立件見送りを判断した。
タンザニアのスズキホール問題
鈴木宗男が力を入れているタンザニアのキマンドル中学校講堂（スズキホール）に絡み、2000年12月1日に鈴木宗男が外務省職員に政治資金から800万円の現金を手渡し、外務省職員が東京三菱銀行を通じてタンザニアに送金した問題。
このことについて外務省職員が個人的な国外送金に、直接携わったのは不適切という問題が浮上。また、外国為替法ではマネーロンダリングを防止する等の目的で金融機関に本人確認義務を課しているが、外務省職員が鈴木宗男名義ではなく自分名義で送金したため、外国為替法違反の疑いが浮上した。
コンゴ臨時代理大使人事介入問題
2000年6月に任命された駐日コンゴ臨時代理大使に対して外務省によって外交官等身分証明票発給が拒否された事件。
コンゴ（旧ザイール）の政変に伴い、2000年5月に今まで臨時代理大使を務めたヌガンバニ・ミゼレに本国への召還命令が出て、6月に代わりにヌグウェイ・ヌダンボが駐日コンゴ臨時代理大使に任命された。しかし、ヌガンバニは帰国せずに大使公邸に留まる一方で、大使館の鍵を新臨時代理大使であるヌグウェイへの引き渡しを拒む。
ヌグウェイ・ヌダンボは日本の外務省に外交官等身分証明票を申請。外交関係に関するウィーン条約では、臨時代理大使の任命については受け入れ国の同意の必要はなく、派遣国から外交官等身分証明票の通告があった場合はただちに発給しなくてはならないが、鈴木宗男の秘書であるジョン・ムウェテ・ムルアカがヌグウェイの臨時代理大使と認めない意向を示して外務省に介入。日本の外務省からヌグウェイの外交官等身分証明票発給はされなかった。
また2000年8月、鈴木宗男が外務省の中近東アフリカ局参事官と同席した際、「（ヌグウェイを）臨時代理大使として適当とは思わない。（本国への召還命令が出た）ヌガンバニ氏でいいのではないか」と他国の大使館人事に介入する発言をした。鈴木の秘書のムルアカも外務省アフリカ第一課を2度訪ね、ヌグウェイの臨時代理大使待遇に異を唱え、ヌグウェイと会った外務省職員を罵倒した。
その後も外務省がヌグウェイへの外交官等身分証明票発給方針を固め、アフリカ第一課長が鈴木宗男に同方針を伝えると、鈴木は拒否反応を示した。
外務省は中近東アフリカ局審議官をコンゴに派遣し、コンゴ政府に対して臨時代理大使人事人事を白紙に戻すよう交渉したが、コンゴ政府は重ねてヌグウェイを臨時代理大使として認めるよう要請された。
帰国した審議官からコンゴ政府の報告を受けた鈴木宗男は、ヌグウェイの言動を強く非難した。
結局、ヌグウェイは外交官等身分証明票は発給されないまま、コンゴ政府から駐日コンゴ臨時代理大使の任を解かれた。
ケニアのソンドゥ・ミリウ水力発電所問題
日本のODAによってケニアのソンドゥ・ミリウ水力発電事業の建設に絡む問題。
ソンドゥ・ミリウ水力発電所建設工事を受注した鴻池組が1997年から2000年にアフリカ外交に影響力が強い鈴木宗男に政治献金していることから、利権疑惑が浮上した。
また、鈴木宗男が証人喚問で「1999年8月に初めて（ソンドゥ・ミリウ水力発電所を）知った」と証言した。ソンドゥ・ミリウ水力発電所は1985年から開始され1987年に日本・ケニア間の最優先事項として借款契約され、鈴木宗男が1991年と1992年にケニア訪問の際にダニエル・アラップ・モイ大統領と会談内容について質問をされると、鈴木宗男は「残念ながら覚えていない」「大統領と会談したか覚えていない」と曖昧な証言をした。
2000年5月8日の衆議院外務委員会で参考人招致された駐ケニア大使経験がある青木盛久が「ソンドゥ・ミリウ水力発電事業について、鈴木議員に1998年7月と10月に鈴木宗男議員に申し上げていた」と発言。そのため、鈴木宗男の「1999年8月に初めて（ソンドゥ・ミリウ水力発電所を）知った」とする証言が虚偽の疑いが浮上した。

## 政治家の反応
民主党の鳩山由紀夫は「（公共事業で私腹を肥やす鈴木のような）政治家が日本にいること自体が実に恥ずかしい」「鈴木宗男さんには、正に国益を損なった、品位を欠いた政治家の存在」、小沢一郎自由党代表は「国民の税金を使う行使に乗じて色々な不正な不公平な問題を生じさせた鈴木議員の政治家としての責任である」、福島瑞穂社会民主党幹事長は「北方四島支援事業を食い物にしてきた鈴木議員は政官業の癒着そのものである」「疑惑にこたえることなく、国民を欺き続けてきた鈴木議員の責任は重大である」とのコメントを出していた。2004年11月に鈴木に対して実刑判決が出ると、又市征治社会民主党幹事長は「鈴木被告にかけられた容疑は疑惑の一端に過ぎず、鈴木被告には判決を重く受け止め事件の全貌を明らかにすべき責任がある」とコメントをした。
2010年9月に最高裁で鈴木の実刑判決が確定。実刑確定により公職選挙法第99条・国会法第109条の規定により国会議員を失職し、自動的に衆議院外務委員長の地位を失った。山口那津男公明党代表は「鈴木氏の委員長就任に賛成したとすれば、国民を愚弄する行いだ」、自民党の佐藤正久参議院議員は「安全保障の中核をつかさどる外務委員長が犯罪者となり収監される可能性が高まった、これは非常に重たい問題」と鈴木が刑事被告人でありながら委員長選任を支持した民主党を批判した。

## 批判
鈴木宗男の支持者の一部からは国策捜査との批判があり、この事件で、有罪が確定した佐藤優の著書、『国家の罠 外務省のラスプーチンと呼ばれて』(新潮社、2005年、ISBN 4104752010)には、取り調べにあたった特捜検事の西村尚芳の言葉として、「これは国策捜査。あなたが捕まった理由は簡単。あなたと鈴木宗男をつなげる事件を作るため」との記述がある。国策捜査論者は、外務省の虚偽を含むリークがあったと指摘している。
再審請求
2012年11月29日、鈴木は4事件中やまりん事件と島田建設事件の2つについて、再審請求した。新証拠として東京地検特捜部が公判前にやまりんの元幹部に渡した証人尋問のやりとりの「台本」などを提出し、「台本に基づく証言に証拠能力はなく、有罪の認定を維持できないことは明らかだ」と主張している。2019年3月20日、東京地方裁判所（家令和典裁判長）は再審を認めない決定をした。家令裁判長は、贈賄側証人が「尋問前に検察官と綿密な準備をしたことは認められる」とする一方、「検察官が自ら作り上げたストーリーに基づいて虚偽の供述を強要し、関係者が虚偽の供述調書にのっとって虚偽の証言をした疑いはない」と判断した。

## 関連書籍
- 鈴木宗男『汚名 国家に人生を奪われた男の告白』講談社、2009年。ISBN 9784062151061。
- 加藤昭「鈴木宗男研究」（新潮社）
- 日本共産党国会議員団鈴木宗男疑惑追及チーム「ムネオ疑惑追及300日」（新日本出版社）
- 弘中惇一郎『生涯弁護人 事件ファイル１　村木厚子　小澤一郎　鈴木宗男　三浦和義・・・・・・』講談社、2021年。ISBN 4065189039